# Drusus slovenicus
Drusus slovenicus là một loài Trichoptera trong họ Limnephilidae. Chúng phân bố ở miền Cổ bắc.